# 사와타정
사와타정(佐和田町)은 니가타현 사도군에 속했던 정이다. 사도섬 내 육상 교통의 요충지이자 경제의 중심 중 하나였다.2004년 3월 1일 사도 지방 전역의 합병으로 사도 시가 성립해 사와타정은 폐지되었다.

## 지리
구니나카 평야의 서부에 위치했고, 마노만과 면해 있었다. 

## 역사
근세에는 아이카와와 소목을 연결하는 금은 수송 루트인 '아이카와 오칸'과 료쓰항으로의 교통의 요충지를 이용하여 상업이 번창하였다. 

## 교통

### 도로
- 국도 350호선

### 주요 지방도
- 니가타 현도 31호선
- 니가타 현도 45호선

## 같이 보기
- 사도시